# NML

nML은 대한민국 KAIST에서 개발된, 프로그래밍 언어 ML의 변종이다. 현재는 서울대학교에서 확장·관리하고 있다. OCaml과 SML을 조화시켜 개발하였다. 홈페이지에서는 ML의 한국 사투리라고 소개하고 있다.

## SML 및 OCaml과의 차이점
nML은 SML보다는 OCaml과 더 비슷하다.
- 한글로 된 이름을 식별자로 사용할 수 있다. KSX1001 (KSC5601 혹은 euc-kr로도 불린다) 영역과 KSX1005-1 (KSC5700, 유니코드, 혹은 ISO/IEC10646-1로도 불린다) 영역을 이용할 수 있다.
- OCaml의 식별자 이름 규칙을 따르고 대문자로 시작해야 하는 경우에 한글의 경우는 _ 문자로 시작한다.
- 기본 연산자들이 재정의될 수 없다.
- 레코드 타입은 SML 방식을 따른다.

## 참고 자료
- 프로그래밍 언어 nML